# Marcelo Cabrita
Marcelo dos Santos, deportivamente conocido como Marcelo Cabrita, (Ji-Paraná, Brasil, 17 de marzo de 1979) es un exfutbolista brasilero.

## Trayectoria
Comenzó su carrera en el Clube Recreativo Esportivo Jaruense. 
En 2007 llega al Platense de la Liga Nacional de Honduras, equipo en el que logró destacar. 
Luego dio el salto a uno de los clubes grandes del país: Motagua.
En 2012 fichó por el Santo André de su país.

## Clubes
| Club                 | País      | Año         |
| -------------------- | --------- | ----------- |
| Jaruense             | Brasil    | 2006 - 2007 |
| Platense             | Honduras  | 2007 - 2009 |
| Motagua              | Honduras  | 2009 - 2010 |
| Deportivo Malacateco | Guatemala | 2011        |
| Santo André          | Brasil    | 2011 - 2012 |
| Deportivo Malacateco | Guatemala | 2013 - 2014 |